# 亚伯拉姆·德·斯瓦安
亚伯拉姆·德·斯瓦安（荷蘭語：Abram de Swaan，1942年1月8日—），出生于阿姆斯特丹，是一名荷兰散文家、社会学家和阿姆斯特丹大学的退职教授。2008年成为P. C. Hooft Award的获奖者。

## 选集
- Amerika in termijnen（1968）
- Halverwege de Heilstaat（散文；1983）
- Zorg en de Staat（1989）
- Moord en de staat（2003）

## 获得奖项
- 2003: 因Moord en de staat而获Huizingalezing奖。
- 2008：因其完整的作品而获P. C. Hooft奖。